# Vådsjön
Vådsjön är en sjö i Leksands kommun och Mora kommun i Dalarna och ingår i Dalälvens huvudavrinningsområde. Sjön har en area på 4,23 kvadratkilometer och ligger 350,2 meter över havet. Sjön avvattnas av vattendraget Vådån. Vid provfiske har bland annat abborre, bergsimpa, gädda och sik fångats i sjön.

## Delavrinningsområde
Vådsjön ingår i det delavrinningsområde (673908-143218) som SMHI kallar för Utloppet av Vådsjön. Medelhöjden är 394 meter över havet och ytan är 23,64 kvadratkilometer. Det finns inga avrinningsområden uppströms utan avrinningsområdet är högsta punkten. Vådån som avvattnar avrinningsområdet har biflödesordning 3, vilket innebär att vattnet flödar genom totalt 3 vattendrag innan det når havet efter 313 kilometer. Avrinningsområdet består mestadels av skog (66 procent). Avrinningsområdet har 4,2 kvadratkilometer vattenytor vilket ger det en sjöprocent på 17,7 procent.

## Fisk
Vid provfiske har följande fisk fångats i sjön:
- Abborre
- Bergsimpa
- Gädda
- Sik
- Öring